# Vinna
Vinna (1899-ig Vinna-Banka, szlovákul: Vinné) község Szlovákiában, a Kassai kerület Nagymihályi járásában. A mai település Vinna és Banka községek egyesülésével jött létre.

## Fekvése
Nagymihálytól 7 km-re északkeletre, a Széles-tó északi partján található.

## Története
A régészeti leletek tanúsága szerint a falu területén már a kőkorban is éltek emberek. A Szent Kereszt tiszteletére szentelt temploma már a 9. században, a Nagymorva Birodalom idején állt. A román stílusú templom alapjai a falu határában, a „Na Senderove” dűlőben ma is láthatók.
A mai falut csak 1249-ben említik először, amikor a birtokot egy bizonyos Jakab nevű nemes szerezte meg Péter fia Sebestyéntől. Ebben az oklevélben már említik a falu plébániáját is. Várát 1270 és 1300 között a Kaplyon nembeli Nagymihályi Jákó és András építtette és 1594-ben rombolták le.
1335-ben említik malmát, 1336-ban szőlészetét. A nagymihályi uradalom része volt. 1427-ben 37 portát számláltak a faluban. 1454-ben már nagyszabású szőlőtermesztés folyt itt, ekkor említik a nagymihályi Eödön utódainak osztozását az itteni kiterjedt szőlőbirtokon. Nem tudni, hogy voltak-e más nagy szőlőbirtokok is a település határában, de közvetve erre utal, hogy már 1271-ben megerősíti az egri püspökség Abaúj, Zemplén és Ung vármegyék szőlősgazdáinak kiváltságait. A 16. században Vinna 4981 akó bort termelt.
A falui birtokosai a Sztáray és Szirmay családok voltak. 1715-ben 18 háztartás található a faluban. A 18. században vásáros helyként is ismerték a települést.
A 18. század végén, 1799-ben Vályi András így ír róla: „VINNA. Tót Mezőváros Ungvár Várm. földes Urai Gr. Sztáray, és több Uraságok, lakosai katolikusok, és másfélék, fekszik Sobrántzhoz 3 mértföldnyire, ’s az Uraságoknak kastéllyaikkal ékesíttetik; földgye középszerű, legelője, fája van, bora egésséges.”
1828-ban 104 házában 1061 lakos élt. Lakói mezőgazdasággal, gyümölcstermesztéssel foglalkoztak, a Vihorlát lejtőin intenzív szőlőtermesztés és kőbányászat folyt.
Fényes Elek 1851-ben kiadott geográfiai szótárában így ír a településről: „Vinna, tót-orosz m. v. Ung vgyében, ut. p. Nagy-Mihályhoz 1 1/4 mfld. 490 romai, 450 görög kath., 28 evang., 40 zsidó lakossal. Rom. kath. plebánia és szentegyház, mellyben az Eödönffy nemzetségnek több siremlékeit láthatni. Van itt továbbá gróf Waldstein és Dravezcky féle 2 kastély, elég erdő és legelő szőlőhegy, s északra 1/2 órányira magas sziklás bérczen egy régi vár. Birják gróf Waldstein, Draveczky, Gábry, Szemere családbeliek.”
A szőlőtermesztésnek átmenetileg a 19. század végén kitört filoxérajárvány vetett véget. 1920-ig Ung vármegye Szobránci járásához tartozott.
A falut 1944. október 30-án a németek felégették, 285 ház pusztult el, de a háború után újjáépült. 1974-ben már újra 166 hektáron termeltek szőlőt a községben.

### Banka
A 18. század végén, 1796-ban Vályi András így ír róla: „BANKA. Tót falu Ungvár Vármegyéb. birtokosai több Uraságok, lakosai katolikusok, és reformátusok, fekszik a’ hegyek alatt alkalmatos helyen, Zemplén Vármegyének szomszédságában. Szántó földgyei termékenyek, ’s vagyonnyaik is jelesek lévén, első Osztálybéli.”

## Népessége
| Év:            | 1994. | 2004.   | 2014.   | 2024.    |
| -------------- | ----- | ------- | ------- | -------- |
| Emberek száma: | 1536  | 1634    | 1747    | 2169     |
| Eltérés:       |       | +6,38 % | +6,91 % | +24,15 % |

| Év:            | 2023. | 2024.   |
| -------------- | ----- | ------- |
| Emberek száma: | 2156  | 2169    |
| Eltérés:       |       | +0,60 % |

1910-ben 1472-en, többségében szlovák anyanyelvűek lakták, jelentős magyar kisebbséggel.
2001-ben 1608 lakosából 1587 fő szlovák volt.
2011-ben 1692 lakosából 1581 fő szlovák volt.
2021-ben 1965 lakosából 13 (+5) magyar, (+4) cigány, 11 (+13) ruszin, 1744 (+2) szlovák, 53 (+13) egyéb és 144 ismeretlen nemzetiségű volt.

## Neves személyek
- Itt született 1809-ben Waldstein-Wartenberg János Nepomuk műgyűjtő, császári és királyi kamarás és valóságos belső titkos tanácsos, a Magyar Tudományos Akadémia igazgató-tagja.
- Itt született 1811-ben Eperjessy Sándor teológiai doktor és kanonok, költő.
- Itt született 1888-ban Machnyik Andor agrármérnök, gazdasági szakíró.

## Nevezetességei
- A községtől északnyugatra emelkedő 325 m magas hegyen állnak Nagymihály (Vinna, Tarna) várának romjai.
- Szent Anna tiszteletére szentelt, római katolikus temploma 13. századi eredetű.
- A Sztáray család késő reneszánsz eredetű kastélya a 17. század közepén épült, a 18. század első felében barokk stílusban építették át és az udvar irányában megtoldották. A 19. és a 20. században is átalakították. Reneszánsz és barokk részletekkel, boltozatain helyenként stukkódíszítéssel rendelkezik. A kastély és a park ma rekonstrukció alatt áll.

## Képgaléria

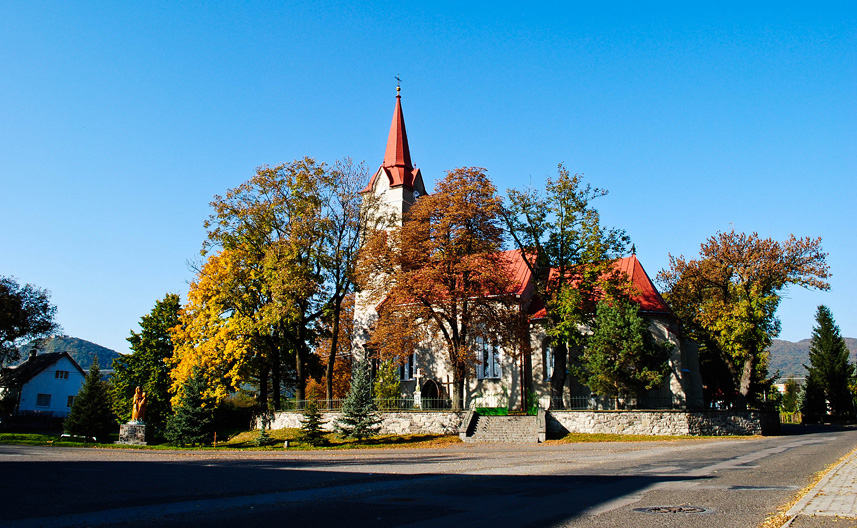
Templom
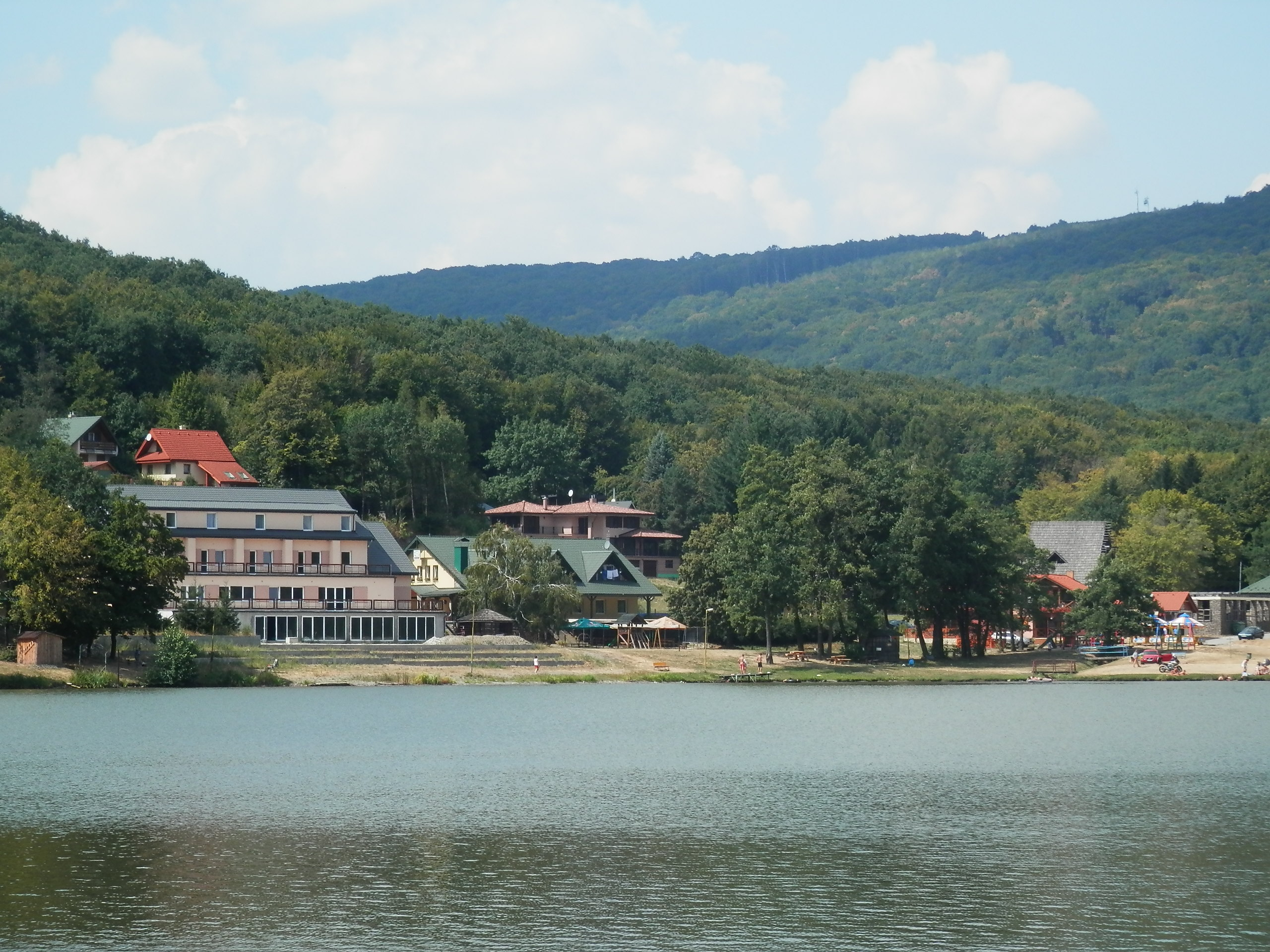
A Vinnai-tó
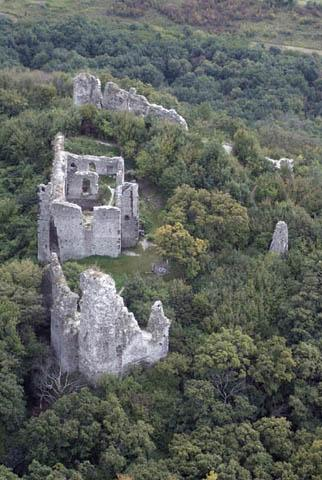
Vinna várának légi fényképe